# Жан Гужон (велогонщик)
Жан Гужон (фр. Jean Goujon, 21 квітня 1914 — 28 квітня 1991) — французький велогонщик.
Олімпійський чемпіон 1936 року в командній гонці переслідування.